# Les Zazous
Pour plus de détails, voir Fiche technique et Distribution.
Les Zazous (Стиляги, Stiliagui) est un film russe réalisé par Valeri Todorovski, sorti en 2008.

## Fiche technique
- Titre original : Стиляги, Stiliagui
- Titre français : Les Zazous
- Réalisation : Valeri Todorovski
- Scénario : Iouri Korotkov et Valeri Todorovski
- Direction artistique : Vladimir Goudiline
- Costumes : Aleksandr Ossipov
- Photographie : Roman Vassianov
- Montage : Alekseï Bobrov
- Musique : Konstantine Meladzé
- Pays d'origine :  Russie
- Langue : russe
- Format : Couleurs - 35 mm - 2,35:1 - Dolby EX 6.1
- Genre : drame, musical, romance
- Durée : 130 minutes
- Date de sortie :
  - Russie : 25 décembre 2008

## Distribution
- Anton Chaguine : Mels
- Oksana Akinchina : Polza
- Maxime Matveïev : Fred
- Ievguenia Brik : Katia
- Constantin Balakirev : Dryn
- Ekaterina Vilkova : Betsy
- Igor Voïnarovski : Bob
- Sergueï Garmach : père de Mels
- Oleg Yankovski : père de Fred
- Irina Rozanova : mère de Polza
- Alexandre Stefantsov : Nolik
- Gueorgui Sivokhine : Kim
- Olga Filimonova : Sherry
- Yanina Melekhova : Liza
- Alexeï Gorbounov : Laboukh

## Distinctions

### Récompenses
- Les Arcs Film Festival 2009 : prix d'interprétation masculine pour Anton Chaguine[1].
- 8e cérémonie des Aigles d'or : meilleur film, meilleur scénario, meilleur acteur dans un second rôle pour Sergueï Garmach, meilleur son.
- 22e cérémonie des Nika : meilleur film, meilleur son, meilleurs costumes, meilleurs décors.

### Sélection
- Festival international du film de Toronto 2009 : sélection en section Vanguard.